# ピンク・ゴディ
ピンク・ゴディ（Pink Gordy）は、プロレスリング・ノアの興行において活動するプロレスラーのタッグ・チームである。2010年結成。
日本人巨漢レスラー同士によるチームで、圧殺技や肉弾攻撃などの迫力ある戦いにより、大型ヘビー級レスラーの醍醐味をみせることが信条。

## 概要
フリーランスとして活動していた吉江豊が、新天地として2010年2月よりノアに参戦。かつて対戦した同じ巨漢レスラーである森嶋猛との再戦を望んだ。同年7月10日の有明コロシアム大会で両者のシングル戦が実現、森嶋が勝利した。その後、吉江は今度は巨漢同士のタッグチームを結成したいという要望を挙げ、8月22日有明コロシアム大会で、6人タッグながら森嶋と吉江がタッグを組んだ。これが好感触だったため、本格的に森嶋・吉江のタッグを開始させる予定であったが、森嶋が負傷し欠場。
11月に森嶋は復帰するが、杉浦貴の保持するGHCヘビー級王座挑戦に専念。復帰戦となったタッグマッチで杉浦を99秒殺した事で12月のGHC挑戦権を手にした。また吉江も同王座に狙いを定め、タッグとしての本格始動のタイミングはなかなか合わなかった。
同年12月に森嶋が杉浦のGHCに挑戦するも3連続オリンピック予選スラムに轟沈する。
2011年1月より再び本格的にタッグチームとして活発に活動し、4月にはグローバル・タッグ・リーグ戦2011に参加。初めてのタッグタイトル獲りのチャンスとなる。結果は、3チームがタイの3位で、優勝に至らなかった。
同年7月23日、BAD INTENTIONSによって新日本プロレスに流出したGHCタッグを奪還しようと挑むも、試合は吉江が合体攻撃のマジック・キラー2連発に沈み奪還失敗となった。森嶋は、奪還を宣言したとき「あの人と組むのは最後になる」とチーム解散を賭け、背水の陣で挑んだが、吉江は何のタイトルも取れていないことを理由に解散は拒否している。そのため今後の去就がどうなるか定かではなく、その後もタッグを組み続けるも、タイトル戦線へ名乗り出たり、他チームとの抗争などの積極的な活動は見られなくなった。
2011年後半のグローバル・リーグ戦で森嶋が優勝を飾ると、森嶋はシングル戦線に目標を絞って活動し始め、2012年1月にはGHCヘビー級王座を獲得した。同時期、吉江は以前のようなノアへのレギュラー参戦から、スポット参戦へと変わり、参戦機会が減少したため森嶋と吉江とでコンビを組む機会が激減した。
グローバル・タッグ・リーグ戦2012には、森嶋は新たに中嶋勝彦と新タッグを結成をし出場。
ピンク・ゴディとしての森嶋と吉江のタッグは、現在2012年1月24日の山口県海峡メッセ下関大会以来行われていない。

## 名称の由来
チーム名は、吉江が冗談交じりで、往年のアイドルのピンク・レディを文字って発言したものが、そのまま正式名称となった。吉江のイメージカラーのショッキングピンクと森嶋がファイトスタイルが似ているといわれる往年のレスラーであるテリー・ゴディに由来する。

## メンバー
- 森嶋猛
- 吉江豊 - フリーランス

## 主要な連携技
サンドイッチ・プレス
吉江がオクラホマ・スタンピードの形で相手を持ち上げたところに、森嶋が正面から相手の背中に向かって、走り込んで腹部から体当たり（ジャンピング・ボディ・アタック）を敢行する。フィニッシュ前に使用されることが多い。
ダブル・プレス
マット上に倒れている相手に向かって、二人並んで走り込んで、同時にランニング・ボディー・プレスを敢行する。二人の体重が合計310kgだったので310kgプレスとも称されていたが、現在は森嶋が減量したため合計280kgとなっているので280kgプレスとも呼ばれる。
連続プレス
マット上に倒れている相手に向かって、一人が助走して、ランニング・ボディ・プレスを敢行、すぐさま二人目も同様にランニング・ボディ・プレスを敢行する。